# Pratibha Parmar
 (décembre 2022).
Si vous disposez d'ouvrages ou d'articles de référence ou si vous connaissez des sites web de qualité traitant du thème abordé ici, merci de compléter l'article en donnant les références utiles à sa vérifiabilité et en les liant à la section « Notes et références ».
Pratibha Parmar est une réalisatrice, productrice et scénariste britannique d'origine kényane, née à Nairobi.

## Biographie
Née à Nairobi, elle grandit à Londres et fait ses études à Birmingham. Elle voyage en Inde en 1975 et passe trois mois auprès de Mère Teresa.
Ses films mêlent souvent culture indienne (sa société de production se nomme Kali films d'après la déesse hindoue du même nom) et modernité queer, abordant des sujets tels que le SIDA (Reframing Aids, 1987) ou l'homosexualité féminine.
En 1988, elle fait partie des premiers membres de l'Association of Black Photographers.
En 1993, elle coproduit Warrior Marks avec l'écrivaine Alice Walker, lauréate du prix Pulitzer.
En 1996, elle est l'autrice de Jodie: An Icon, un documentaire sur la réception de l'image de Jodie Foster sur le public lesbien.
Elle tourne aussi des clips pour Tori Amos, Morcheeba et Midge Ure.
L'université de San Diego l'invite à donner des conférences en 1999.
En 2016, elle fait partie des 100 Women objets d'une série de la BBC.

## Filmographie
Sauf indication contraire, les informations mentionnées dans cette section peuvent être confirmées par les bases de données cinématographiques IMDb et Allociné,  présentes dans la section « Liens externes ».

### Réalisatrice
- 1986 : Emergence (court métrage documentaire)
- 1988 : Sari Red (court métrage documentaire)
- 1989 : Memory Pictures (court métrage)
- 1990 : Flesh and Paper
- 1991 : Khush (court métrage)
- 1991 : A Place of Rage (documentaire)
- 1992 : Double the Trouble, Twice the Fun (court métrage télévisé documentaire)
- 1994 : Warrior Marks (documentaire)
- 1994 : Siren Spirits (mini-série), 1 épisode
- 1994 : Warrior Marks: Female Genital Mutilation and the Sexual Blinding of Women (documentaire)
- 1994 : The Colour of Britain (téléfilm documentaire)
- 1994 : Memsahib Rita (court métrage télévisé)
- 1996 : Jodie: An Icon (court métrage télévisé documentaire)
- 1996 : Inside Out (série documentaire), saison 2, épisode One More Push
- 1998 : The Righteous Babes (téléfilm documentaire)
- 1998 : Brimful of Asia (court métrage télévisé documentaire)
- 1999 : Wavelengths (court métrage)
- 2000 : Single Voices (série télévisée), saison 1, épisode Sita Gita
- 2002 : Doctors (série télévisée), 6 épisodes
- 2006 : Les Délices de Nina (Nina's Heavenly Delights)
- 2007 : A Place of Rage
- 2013 : Alice Walker: Beauty in Truth (documentaire, également diffusé en 2014 dans l'émission American Masters)
- 2019 : Queen Sugar (en) (série télévisée), 1 épisode
- 2020 : While We Breathe (série télévisée), 1 épisode
- 2022 : New York, unité spéciale (série télévisée), saison 23, épisode Did You Believe in Miracle?
- 2022 : My Name Is Andrea (en), sur Andrea Dworkin

### Scénariste
- 1986 : Emergence (court métrage documentaire)
- 1988 : Sari Red (court métrage documentaire)
- 2013 : Alice Walker: Beauty in Truth (documentaire, également diffusé en 2014 dans l'émission American Masters)
- 2006 : Les Délices de Nina (Nina's Heavenly Delights)
- 2014 : Masculinity/Femininity (documentaire)
- 2022 : My Name Is Andrea (en)

### Productrice
- 1994 : Warrior Marks: Female Genital Mutilation and the Sexual Blinding of Women (documentaire)
- 1998 : The Righteous Babes (téléfilm documentaire)
- 2006 : Les Délices de Nina (Nina's Heavenly Delights)
- 2013 : Alice Walker: Beauty in Truth (documentaire, également diffusé en 2014 dans l'émission American Masters)

### Monteuse
- 2013 : Alice Walker: Beauty in Truth (documentaire, également diffusé en 2014 dans l'émission American Masters )